# Slag bij Port Walthall Junction
De slag bij Port Walthall Junction vond plaats op 6 mei en 7 mei 1864 in Chesterfield County Virginia tijdens de Amerikaanse Burgeroorlog.

## De slag
Terwijl luitenant-generaal Ulysses S. Grant zijn zogenaamde Overland-veldtocht tegen Robert E. Lee begon, landde generaal-majoor Benjamin Butler op 5 mei met zijn 33.000 man sterke Army of the James bij Bermuda Hundred op het schiereiland van Virginia. Zijn opdracht was de Richmond-Petersburg Spoorweg aan te vallen zodat de bevoorrading van Lees leger zou getroffen worden. Op 6 mei werden de Noordelijke verkenningseenheden gestopt door de eenheden van brigadegeneraal Johnson Hagood. De volgende dag viel een Noordelijke divisie de stellingen van Hagood en brigadegeneraal Bushrod Johnson aan waarbij de Zuidelijken verjaagd werden. De Noordelijken vernietigden het depot bij Port Walthall Junction en maakten de spoorweg onklaar. De Zuidelijken trokken zich terug achter Swift Run Creek en wachtten op versterkingen.
De Noordelijken verloren ongeveer 300 soldaten terwijl de Zuidelijken ongeveer 200 manschappen verloren die voornamelijk in de brigade van Hagood vielen.